# 穆爾格河
穆爾格河（德語：Murg）是德國巴登-符騰堡州的河流，屬於萊茵河的支流，河道全長22.4公里，流域面積63平方公里，河畔城鎮有巴特塞京根。